# Post-Development
Post-Development (alternative Schreibweise: Postdevelopment; im deutschen Sprachraum auch Post-Entwicklung) ist ein wissenschaftliches Paradigma, das den Begriff der Entwicklung in Bezug auf Staaten und Regionen grundsätzlich ablehnt. Post-Development fungiert hierbei als Sammelbegriff für eine Vielzahl theoretischer Ansätze, denen allesamt gemein ist, dass sie Entwicklung für ein Konzept halten, das auf einer Reihe von Prämissen beruhe, die eine Hegemonie des globalen Nordens gegenüber dem globalen Süden festschreiben würden.
Prominente Vertreter des Post-Development sind beispielsweise Wolfgang Sachs, Arturo Escobar, Gustavo Esteva, Majid Rahnema oder Vandana Shiva.

## Geschichte
„[We] are interested not in development alternatives but in alternatives to development, and that is, the rejection of the entire paradigm.“

„[Wir] sind nicht an Entwicklungsalternativen interessiert, sondern an Alternativen zur Entwicklung und das bedeutet die Ablehnung des gesamten Paradigmas.“

In aller Regel wird die Entstehung des Post-Development-Paradigmas auf die späten 1980er und die 1990er Jahre datiert. Entwicklungskritik war zwar schon zuvor existent, stellte bis dahin den Gedanken, dass Modernisierung erstrebenswert sei, aber nicht infrage. Folglich wurde eher die Frage gestellt, wie Entwicklung zu erreichen ist und nicht ob diese überhaupt legitim ist.
Im Zuge der Lateinamerikanischen Schuldenkrise wurden allerdings vermehrt Stimmen laut, die das Konzept Entwicklung an sich kritisierten. Dabei wurde beispielsweise mit Blick auf die ökologischen Krisen, die die Industrialisierung mit sich brachte, in Zweifel gezogen, ob Industrienationen wirklich als Vorbilder für andere Länder dienen könnten. Des Weiteren offenbarten die damaligen Post-Development-Ansätze inhaltliche Überschneidungen mit der kritischen Theorie, dem Poststrukturalismus und den Positionen damaliger Umweltbewegungen. Ebenso zeichnen sich diese frühen Werke dadurch aus, dass sie sich auf Werke des Postkolonialismus beziehen und eine inhaltliche Nähe zu diesen betonen. So wird etwa Edward Saids Buch Orientalism immer wieder zitiert.
Mehrfach wurde die Kritik geäußert, dass Post-Development-Ansätze zwar eine radikale Abwendung vom Entwicklungsparadigma propagieren, jedoch keine Alternativvorschläge anbieten würden. In Reaktion darauf beschäftigten sich Post-Development-Ansätze ab der Jahrtausendwende vermehrt mit Implikationen, die Post-Development für die politische und soziale Praxis haben könnte. In diesem Zusammenhang wurden besonders entwicklungskritische soziale Bewegungen wie etwa das Weltsozialforum, die Zapatistas sowie indigene Bewegungen in Lateinamerika zum Gegenstand der Forschung.
In der heutigen Zeit besteht das Feld des Post-Development aus einer Vielzahl unterschiedlicher Strömungen, die sich teilweise gegenseitig widersprechen. Aram Ziai schlägt daher eine Unterscheidung zwischen „skeptischen“ und „neo-populistischen“ Post-Development-Ansätzen vor. Demnach lehne skeptisches Post-Development die Moderne nicht per se ab und habe ein konstruktivistisches Verständnis von Kultur, das verschiedenen Gesellschaften ihre jeweils eigenen Wege einräume, zu einem guten Leben zu kommen. Neo-populistisches Post-Development zeichne sich demgegenüber dadurch aus, dass es eine Fundamentalopposition gegenüber der Moderne einnähme und ein essentialistisches Verständnis von Kultur habe, sodass oftmals ein einziger Weg, den alle Gesellschaften zu gehen hätten, proklamiert werde. Während skeptisches Post-Development radikaldemokratische Positionen einnehmen würde, bestehe beim neo-populistischen Post-Development die Gefahr, dass versucht wird, die eigenen Ziele durch reaktionäre Methoden zu erreichen.

## Grundannahmen
Der Post-Development-Diskurs zeichnet sich durch eine große Vielfalt verschiedener Strömungen aus. Dennoch lassen sich einige Grundannahmen beobachten, die von allen Ansätzen geteilt werden.

### „Entwicklung“ als Ideologie des globalen Nordens
Oftmals wird bei Arbeiten zum Post-Development darauf hingewiesen, dass das damals wie heute gängige Konzept von Entwicklung aus dem globalen Norden stammt. In diesem Zusammenhang wird oft auf die Inaugurationsrede von Harry S. Truman vom 20. Januar 1949 verwiesen. Dort fiel zum ersten Mal der Begriff underdeveloped areas („unterentwickelte Gebiete“). Das Argument, durch Trumans Rede hätten sich die USA an die Spitze einer Evolutionsskala gesetzt, die durch den Grad der Industrialisierung bestimmt war, ist mittlerweile nahezu Konsens in den Entwicklungswissenschaften. Post-Development-Ansätze gehen jedoch noch einen Schritt weiter und argumentieren, dass die Länder des globalen Nordens die Entwicklungsideologie nur verfolgen, weil sie ihrer ökonomischen Expansion dienlich sei und damit neokoloniale Strukturen aufrechterhalten würden. Entwicklung als solches müsse daher grundsätzlich hinterfragt werden.

### „Entwicklung“ als eurozentrisches Konzept
Ein weiterer Kritikpunkt, der an Trumans Rede festgemacht wird, ist, dass die Dichotomie entwickelt – unterentwickelt zu einer unterkomplexen Beschreibung der Realität führe. Länder und Menschen des globalen Südens, die als „arm“ gelten, weisen untereinander eine hohe Heterogenität auf. Wenn diese nun alle aber als „unterentwickelt“ bezeichnet werden, werde diese Vielfalt unsichtbar gemacht. Diese Homogenisierung werde dadurch ermöglicht, dass durch das Entwicklungskonzept die Lebensweise in Industrienationen zum erstrebenswerten Standard erklärt wird. Aus einer solchen eurozentrischen Perspektive werde der globale Süden zu einem Symbol für Rückständigkeit und Unterlegenheit; andere Lebensweisen, die potentiell auch zu Lebenszufriedenheit führen können, würden somit negiert.

### „Entwicklung“ hat die in sie gesetzten Erwartungen nicht erfüllt
Gustavo Esteva bezeichnete „Entwicklung“ als ein „unverantwortliches Experiment“, welches „grandios gescheitert“ sei. Mehrere Forschende, die dem Post-Development nahe stehen, postulieren, dass das von der Entwicklungspolitik gemachte Versprechen, die Lebensumstände von Menschen, die sich in extremer Armut befinden, nachhaltig zu verbessern, nicht eingelöst worden sei.

### „Entwicklung“ ist gleich Ökonomisierung
Post-Development-Ansätze gehen häufig davon aus, dass vor allem durch den Kolonialismus das Menschenbild des homo oeconomicus weltweit verbreitet wurde. Die kolonisierten Länder seien damit der Logik des Rationalismus unterworfen worden. Dies sei mit einer Entwertung „traditioneller“ Lebensweisen, die oft auf nicht kommerziellen Praktiken beruhen, einhergegangen. Laut Post-Development-Forschenden war eine umfassende Ökonomisierung des globalen Südens die Folge, durch die die Bedürfnisse der dortigen Bevölkerung an die kapitalistische Wirtschaftsweise angepasst wurden. Deshalb ist das Interesse der Forschung an alternativen Existenzkonzepten wie Buen Vivir oder Ubuntu hoch.

## Methodologie
Bereits Arturo Escobar verwies darauf, dass das methodische Werkzeug der Diskursanalyse für die Entwicklungskritik von hoher Bedeutung sei. Es lässt sich feststellen, dass sich Arbeiten zum Post-Development – häufig unter Bezugnahmen auf die Arbeiten von Michel Foucault – oftmals auch damit auseinandersetzen, wie über „Entwicklung“ bzw. „Entwicklungsländer“ gesprochen wird. Leitend ist hierbei die Annahme, dass die Art und Weise wie Wissen über „unterentwickelte“ Länder produziert wird, unmittelbar mit den Machtverhältnissen zwischen globalem Norden und globalem Süden zusammenhängt. „Unterentwicklung“ sei demnach kein reales Faktum, sondern entstehe erst dadurch, dass Länder als unterentwickelt benannt werden.

## Verhältnis von Post-Development zu Postkolonialismus
Obwohl Forschende aus dem Post-Development oftmals eine hohe inhaltliche Kongruenz zwischen Post-Development und Postkolonialismus betonen, ist das Verhältnis der beiden Fachgebiete nicht gänzlich spannungsfrei. Während sich die Entwicklungsforschung beispielsweise viel mit materieller Deprivation beschäftigt, liegt der Schwerpunkt postkolonialer Studien eher auf Diskriminierungsverhältnissen. Kritisch wird aus postkolonialer Perspektive ebenfalls angemerkt, dass die Behauptung des Post-Development, das Framing bestimmter Länder als „unterentwickelt“ habe mit der Inaugurationsrede Harry S. Trumans begonnen, institutionelle Kontinuitäten zwischen der Ära des Kolonialismus und der Zeit nach dem Zweiten Weltkrieg ignoriert. Aram Ziai folgert dennoch, dass Post-Development als postkolonialer Forschungsbereich gelten kann, da sich die Argumentationen von Forschenden aus diesem Feld stark mit denen klassischer postkolonialer Theorien wie denen von Gayatri Spivak oder Dipesh Chakrabarty überschneiden.

## Verhältnis von Post-Development zu Degrowth
Degrowth ist eine radikale Wachstumskritik, die fordert, dass der Energie- und Ressourcendurchlauf in reichen Ländern erheblich reduziert wird, um so die fortschreitende Zerstörung der Umwelt und den Klimawandel aufzuhalten. Laut Arturo Escobar sind sowohl Post-Development als auch Degrowth an einer sozial-ökologischen Transformation interessiert und äußern sehr ähnliche Kritiken im Hinblick auf Kapitalismus, den Markt und Wirtschaftswachstum. Er sieht allerdings die ökologische Komponente beim Degrowth stärker betont als im Post-Development. Zudem sei der Degrowth-Diskurs stärker akademisiert, während beim Post-Development soziale Bewegungen und lokale Aktivisten eine tragende Rolle spielen würden. Einige Befürworter des Post-Development kritisieren Degrowth-Ansätze, da sie sich ihrer Meinung nach nicht ausreichend mit Postkolonialismus und dem Entwicklungsparadigma auseinandersetzen und dadurch gelegentlich blinde Flecke im Bezug auf die Folgen des Kolonialismus für den globalen Süden offenbaren würden.
Eine Vielzahl von Forschenden betont jedoch die potentiellen Synergien zwischen Degrowth und Post-Development. Einige sind sogar der Ansicht, dass Post-Development im globalen Süden nur dann gelingen kann, wenn sich die Gesellschaften im globalen Norden vom Wachstumsparadigma verabschieden. Demnach müsse sich der globale Norden gewissermaßen „zurückentwickeln“ und seine imperiale Lebensweise, die vorrangig auf der Ausbeutung des globalen Südens basiere, aufgeben, damit Gesellschaften im globalen Süden ihren eigenen Weg unabhängig vom Entwicklungsparadigma gehen können.

## Kritik
Gegen das Post-Development-Paradigma wurden mehrere kritische Einwände erhoben. So wurde etwa angeführt, dass Post-Development-Ansätze durch eine Glorifizierung von Graswurzelbewegungen und dem Ruf nach einer Rückbesinnung auf eine wie auch immer geartete „Gemeinschaft“ stets auch immer einen konservativen Unterton hätten und zur Romantisierung traditioneller Lebensweisen beitragen würden. Post-Development sei daher „die letzte Zufluchtsstätte des edlen Wilden“. Damit einher gehe ein Kulturrelativismus, der Kritik an den Verhältnissen im globalen Süden, die nicht aus diesem Gebiet selbst kommt, für ungültig erklärt und damit real existierende Armut und Unterdrückung verschleiert. Außerdem wird kritisch gesehen, dass Post-Development die Möglichkeit verneint, dass Menschen aus dem globalen Süden von sich aus nach dem Lebensstil des globalen Nordens streben.
Aus feministischer Perspektive wird angemerkt, dass die Forschung rund um Post-Development die Arbeiten von weiblichen Autorinnen systematisch marginalisiere und daher androzentrisch sei.